# Лило и Стич 2: Большая проблема Стича
Лило и Стич 2: Большая проблема Стича (англ. Lilo & Stitch 2: Stitch Has a Glitch) — американский анимационный научно-фантастический комедийный фильм 2005 года, выпущенный напрямую на видео австралийским подразделением Disneytoon Studios. Режиссеры Тони Леондис и Майкл ЛаБаш совместно с авторами сценария Эдди Гузелианом и Алексой Юнг создали картину, служащую прямым продолжением оригинального фильма «Лило и Стич» (2002) и занимающую второе место в общей временной последовательности анимационного цикла.
Официальная премьера ленты прошла на курорте Turtle Bay Resort на Гавайях 15 августа 2005 года, а коммерческая версия фильма появилась на DVD и VHS 30 августа 2005 года.

## Сюжет
Присоединившись к семье Пелекай, до того как его собратья-эксперименты расползлись по острову Кауаи, Стич просыпается от тревожного сна, в котором видит возвращение к своему первоначальному назначению и атаку на Землю, включая нападение на Лило. Девочка успокаивает его, напомнив, что прекрасно осведомлена о его доброте, и предлагает проверить уровень доброты Стича, убедив его сделать добрые дела. Затем Лило и Стич направляются на занятия по танцу хула на воздушном судне.
На занятии преподаватель Лило, Мозес, объявляет, что класс примет участие в предстоящем праздничном шоу, где каждый участник обязан представить уникальный номер. Лило заинтересовывается историей учителя детства, узнав, что он выиграл танцевальный конкурс, будучи ребенком примерно её возраста. Позже одноклассница Лило, Мерл, обвиняет её в подражании матери, провоцируя ссору, вследствие чего учитель делает вывод, что девочка плохо подготовлена к конкурсу. Лило отвергает замечания и обязуется улучшиться.
Параллельно этому процессу подготовки к соревнованиям Стич внезапно начинает испытывать приступы необычного поведения, вызванного ошибочной программой Джамбы, который не успел завершить полную перезагрузку структуры молекул Стича вовремя, что впоследствии приведет к его смерти, если вовремя не восстановится заряд энергии.
Конфликт усиливается между Лило и Стичем, мешая подготовке к состязанию. Девушка увлечена победой настолько, что совершенно не обращает внимания на ухудшающееся здоровье друга, подозревая его в сознательной игре. Их попытки разработать собственный танец осложняются состоянием Стича. Одновременно друг сестры Нани, Дэвид, жалуется, что внимание девушки переключилось на танцы, вынуждая Пликли вмешиваться в их отношения.
В последнюю минуту Лило и Стич разрабатывают танцевальный номер, основанный на мифологической фигуре Хииаки, но напряжение нарастает из-за плохого самочувствия Стича. Джамба борется с отсутствием подходящей техники для ремонта устройства восстановления заряда, прибегая к примитивным бытовым средствам.
В день конкурса Стич искренне желает успеха Лило, но очередная атака нарушает ситуацию, отчего девушка воспринимает это как предательство. Поняв истинную причину расстройства, Лило стремится поговорить с другом, но Стич, испугавшись последствий своего поведения, скрывается, считая себя опасным.
Позже Лило неудачно выступает на сцене, прервав выступление и спешно покидая сцену, чтобы присоединиться к усилиям друзей и сестры по возвращению Стича назад. Команда собирается вместе, пытаясь остановить побег Стича на космическом корабле Джамбы. Когда он взлетает, отказываясь признать помощь, сильный припадок мешает управлению, приводя к аварии космического судна в горах.
Добравшись до места катастрофы, Лило пытается подключить Стича к импровизированному аппарату восстановления, но время упущено. Кажется, что Стич умирает, прощаясь с Лило словами сожаления. Сердце девушки разрывается от чувства вины, и она признаётся, что всегда любила его, независимо от обстоятельств. Спустя мгновение Стич оживает, радуя окружающих. Джамба приходит к выводу, что чудо произошло благодаря любви Лило.
Вечером семья исполняет ритуальный танец хулы, созданный Лило, а Нани напоминает девушке, что их покойная мать непременно гордится ими обоими, и звездочка на ночном небосклоне подтверждает эти слова.

## В ролях
- Крис Сандерс: Озвучивает Стича, генетического эксперимента, известного как Эксперимент 626, прибывшего с планеты Туро. Находясь на Земле, Стич интегрируется в большую семью, но страдает от смертельно опасного дефекта, возникшего из-за неполного завершения зарядки его молекулярной структуры.
- Дакота Фаннинг: Исполняет роль Лило Пелекай, маленькой гавайской девочки, приютившей Стича и стремящейся победить в турнире хула, который ранее выиграла её покойная мать. Незнание о заболевании Стича усложняет её цели.
- Тиа Каррере: Играет Нани Пелекай, старшую сестру Лило, несущую ответственность за воспитание младшей сестры и заботу о доме. Она обеспечивает финансовую поддержку семьи и ухаживает за Стичем.
- Дэвид Огден Стайерс: Озвучивает доктора Джамба Джукибу, эксцентричного учёного с планеты Квелтиква, создающего различные эксперименты, включая Стича. Сейчас он живет на Земле и следит за развитием своих проектов, особенно когда обнаруживается серьёзная ошибка в молекулярной структуре Стича.
- Кевин Макдональд: Голосом играет агента Венди Пликли, представителя организации «Объединённая Галактическая Федерация», размещённого на Земле в качестве помощника Джамбы. Он активно участвует в попытках вернуть Стича к жизни, параллельно оказывая влияние на романтические отношения Нани и Дэвида.
- Джейсон Скотт Ли: Повторяет роль бойфренда Нани, Дэвида Кавены, случайно втянутого в игры Пликли по улучшению отношений пары.
- Лилиана Муми: Говорит голосом Мертл Эдмондс, школьной подруги Лило и постоянной конкурентки.
- Кунева Мук: Представляет учителя хула Лило, Моисея Пулоки.

Также в фильме участвуют такие актеры, как Уильям Дж. Капарелла, Холлистон Коулман, Мэтт Корбой, Дженнифер Хейл, Джиллиан Генри, Эмили Осмент и Пол С. Фогт, исполняя роли различных персонажей и участников действий на экране.

## Производство
Это единственный фильм в серии, без участия актрисы Дэйви Чейз, которая озвучивает Лило во всех сериях «Лило и Стич». По мнению Disney Animation Studios, Чейз была настолько занята работой над мультсериалом «Лило и Стич», что она была заменена известной детской актрисой Дакотой Фэннинг. Крис Сандерс, сценарист и режиссёр первого фильма не участвовал. Фильм также официально стал первым фильмом DisneyToon, который не получил рейтинг PG по MPAA.
Джейсон Скотт Ли, который озвучивал Дэвида в первом фильме, повторил свою роль, и это был последний раз, когда он озвучивал персонажа.

### Анимация
Анимационный фильм был создан компаниями Walt Disney Animation (Australia) Inc., Australis Productions и A. Film A/S, хотя эти анимационные студии никогда не были указаны в титрах, за исключением Australis Productions.

### Короткометражный мультфильм «Кто такой Стич?»
Был включен в DVD-релиз фильма короткометражный анимационный фильм «Кто такой Стич?» (англ. The Origin of Stitch). Общее время длительности 4:35 минут и служит небольшим мультфильмом между «Лило и Стич 2: Большая проблема Стича» и «Новые приключения Стича». Мультфильм начинается с того, что Стич обнаруживает тайный компьютер Джамбы, и показывает то, как для создания Стича использованы существа, а также намекает на его других 625 экспериментов. Стичу стало страшно узнать о том, что он монстр, в это время приходит Джамба и объясняет ему, что он нашёл семью, и тем самым не превратился в монстра.

## Саундтрек
Disney's Lilo & Stitch Island Favorites featuring Songs from Lilo & Stitch 2: Stitch Has a Glitch — альбом саундтреков к мультфильму «Лило и Стич 2: Большая проблема Стича».
Альбом представляет собой частичное обновление предыдущего релиза под аналогичным названием Disney's Lilo & Stitch: Island Favorites, выпущенного в ноябре 2002 года. Некоторые композиции повторно использованы с той версии.
Среди включенных треков выделяется композиция «He Mele No Lilo», звучавшая в первом фильме «Лило и Стич». Известная песня «Hawaiian Roller Coaster Ride» представлена двумя вариантами исполнения: кавер-версией группы Jump5 (они же исполнители заглавной темы сериала «Лило и Стич» — «Aloha, E Komo Mai») и ремикшем оригинальной версии, записанным Марком Кеали’и Хо’омалу и детским хором Камехамеха.
Отдельно звучит версия известной гавайской песни «Aloha 'Oe» в исполнении Тиа Каррере (голос актрисы дублирует героиню Нани), дополненная новыми инструментальными элементами.
Альбом вышел 30 августа 2005 года на лейбле Walt Disney Records
| №                   | Название                                 | Исполнитель                                                                     | Длительность |
| ------------------- | ---------------------------------------- | ------------------------------------------------------------------------------- | ------------ |
| 1.                  | «Hawaiian Roller Coaster Ride»           | Jump5                                                                           | 3:03         |
| 2.                  | «A Little Less Conversation» (JXL Remix) | Elvis Presley                                                                   | 3:32         |
| 3.                  | «He Mele No Lilo»                        | Mark Kealiʻi Hoʻomalu and The Kamehameha Schools Children's Chorus              | 2:03         |
| 4.                  | «The Old Hawaiian Song»                  | The Big Kahuna and the Copa Cat Pack                                            | 3:21         |
| 5.                  | «I Need Your Love Tonight»               | Elvis Presley                                                                   | 2:03         |
| 6.                  | «My Little Grass Shack»                  | Lisa Loeb                                                                       | 2:35         |
| 7.                  | «Rubberneckin'»                          | Elvis Presley                                                                   | 2:08         |
| 8.                  | «Pineapple Princess»                     | Annette Funicello                                                               | 2:25         |
| 9.                  | «Lahaina»                                | The Volcanoes                                                                   | 2:34         |
| 10.                 | «Rock-A-Hula Baby»                       | Collin Ray and the Jordanaires                                                  | 2:04         |
| 11.                 | «Always»                                 | David and Dennis Kamakahi                                                       | 3:23         |
| 12.                 | «Aloha ʻOe»                              | Tia Carrere                                                                     | 1:17         |
| 13.                 | «Hawaiian Roller Coaster Ride»           | Alan Silvestri, Mark Kealiʻi Hoʻomalu, The Kamehameha Schools Children's Chorus | 1:26         |
| Общая длительность: | Общая длительность:                      | Общая длительность:                                                             | 32:19        |

### Топ-чарты
| Чарты (2005)                 | Высшая позиция |
| ---------------------------- | -------------- |
| US Billboard Top Soundtracks | 13             |
| US Billboard Kid Albums      | 8              |

## Выпуск
Первоначально фильм задумывался для кинопроката, подобно «Возвращению в Нетландию», но в итоге был выпущен на DVD и VHS 30 августа 2005 года из-за негативных отзывов о предыдущем проекте Disney — «Книге джунглей 2». Тем не менее, мировая премьера фильма состоялась раньше официального релиза — 15 августа 2005 года на курортном комплексе Turtle Bay Resort на Гавайях. Это последний фильм франшизы «Лило и Стич», изданный на VHS; четвёртая картина, «Лерой и Стич», вышедшая в 2006 году, выпускалась исключительно на DVD.
Дополнительно на диске представлены бонусные материалы: короткий документальный фильм «Происхождение Стича», музыкальный клип на композицию «Hawaiian Roller Coaster Ride» в исполнении группы Jump5, а также две интерактивные мини-игры: «Профайлер экспериментов Джамблы» и «Где Плэкли?» (пародийная игра, напоминающая знаменитую «Где Уолдо?»).

## Реакция критиков
На агрегаторе рецензий Rotten Tomatoes фильм набрал рейтинг одобрения 40% на основании десяти профессиональных отзывов со средней оценкой 5,5 из 10. 
Сайт Hi-Def Digest охарактеризовал фильм следующим образом: «Юмор фильма носит детский характер и заметно уступает первому фильму, утратив остроумие, сделавшее оригинал столь привлекательным. Герои утратили глубину, становясь одномерными и местами даже нелепыми. Дополнительная сюжетная линия с ровесниками Лило кажется неуместной и поверхностной. Наконец, чрезмерная сентиментальная концовка выглядит искусственной и манипулятивной». 
Рецензент сайта ReelFilm поставил фильму 2,5 звезды из 5 возможных, заметив: «Несмотря на общую привлекательность, фильм утомляет зрителя излишними повторениями и однообразностью». 
Однако мнения экспертов разделились. Так, Петрана Радулович из журнала Polygon расположила фильм на вершине списка лучших диснеевских мультимедийных продуктов, выпущенных прямо на видео в 2019 году, отдав ему первую позицию из 26 представленных фильмов. Радулович похвалила фильм за сохранение атмосферы и стиля оригинального произведения, отметив баланс между человеческими и инопланетными аспектами сюжета. 
Подобным образом в рейтинге 2020 года, составленном журналистом Лизой Верстедт из портала Insider, фильм занял вторую строчку среди 25 аналогов, уступив лишь картине «Король Лев 2: Гордость Симбы». Верстедт особо выделила умение фильма удерживать идеальный баланс между забавностью и искренностью, что позволило удержать дух оригинального фильма.

## Награды
На 33-й ежегодной церемонии вручения премии «Энни» фильм завоевал награду в номинации «Лучшая анимационная продукция для домашнего развлечение».